# Medaille für hervorragende Leistungen im Bauwesen der Deutschen Demokratischen Republik
Die Medaille für hervorragende Leistungen im Bauwesen der Deutschen Demokratischen Republik war eine staatliche Auszeichnung  der Deutschen Demokratischen Republik (DDR), welche in Form einer tragbaren Medaille verliehen wurde.

## Geschichte
Gestiftet wurde die Medaille am 5. Oktober 1972 in drei Stufen (Bronze, Silber und Gold). Ihre Verleihung erfolgte für hervorragende Leistungen und langjährige Zugehörigkeit zum Bauwesen der DDR. Allerdings war die Höchstverleihungszahl der drei Stufen begrenzt, so konnten jährlich nur die:
- I. Stufe in Gold: 75 Medaillen
- II. Stufe in Silber: 150 Medaillen und
- III. Stufe in Bronze: 300 Medaillen

verliehen werden.

## Aussehen und Tragweise
Die bronzene, versilberte oder vergoldete Medaille mit einem Durchmesser von 30 mm zeigte auf ihrem Avers die erhaben geprägte Symbole moderne Bauwerke (vgl. auch Architektur in der Deutschen Demokratischen Republik) und links davor den Berliner Fernsehturm. Das Revers der Medaille zeigt dagegen oben das kleine Staatswappen der DDR und darunter die fünfzeilige Inschrift: FÜR / HERVORRAGENDE / LEISTUNGEN / IM BAUWESEN / DER DDR. Getragen wurde die Medaille an der linken oberen Brustseite an einer 25 × 13 mm breiten blauen Spange, in welcher senkrecht zwei 1 mm breite gelbe Seitenstreifen eingewebt waren, die 2 mm vom Rand entfernt standen.